# Мар'ївка (Суджанський район)
Мар'ївка (рос. Марьевка) — хутір в Суджанському районі Курської області Російської Федерації.
Населення становить 8 осіб. Входить до складу муніципального утворення Погрібська сільрада.

## Історія
Населений пункт розташований на території українського етнічного та культурного краю Східна Слобожанщина.
Від 2004 року входить до складу муніципального утворення Погрібська сільрада.

## Населення
| 2002 | 2010 |
| ---- | ---- |
| 9    | ↘8   |